# Brenac
Brenac è un comune francese soppresso e frazione del dipartimento dell'Aude della regione dell'Occitania. Dal 1º gennaio 2016 si è fuso con il comune di Quillan.

## Stemmi

Stemma della città
Stemma della città descritto nel 1696 da Charles d'Hozier
Stemma della frazione di Prax

## Società

### Evoluzione demografica
Abitanti censiti